# Metro d'Ulaanbaatar
Metro d'Ulan Bator (mongol: Улаанбаатар метро) és un metro en fase de planificació a Ulaanbaatar, Mongòlia. El projecte del metro d'Ulan Bator va ser aprovat el 2012, i en principi estava planejat acabar-lo el 2020.

## Història
La data exacta dels estudis inicials del projecte és desconeguda. La planificació seriosa va començar a principis dels anys 2000, quan la població de la ciutat va superar el milió d'habitants. El 2010, la població d'Ulan Bator era d'1.240.037 habitants i augmenta en gairebé 100.000 persones cada any. El problema del transport s'agreuja pel clima dur i els hiverns llargs. El trànsit és difícil per la congestió, i l'aire està molt contaminat.
La decisió de començar la construcció d'un metro es va prendre a finals de 2011. El projecte va intentar ser finançat per préstecs, del Japó i d'altres indrets. El 2015, la construcció es va ajornar. El 2018 es va reprendre la planificació. El cost estimat llavors estava al voltant de 1.500 milions de dòlars, molt per un país amb un PIB de 12.000 milions.